# Брајди-Молино (Виченца)
Брајди-Молино је насеље у Италији у округу Виченца, региону Венето.
Према процени из 2011. у насељу је живело 100 становника. Насеље се налази на надморској висини од 377 м.